# Mevrouw Georges Charpentier en haar kinderen
Mevrouw Georges Charpentier en haar kinderen (Frans: Madame Georges Charpentier et ses enfants) is een schilderij van Pierre-Auguste Renoir. Het is een portret van de echtgenote van de uitgever George Charpentier en hun twee kinderen. Met dit werk keerde de schilder na een lange afwezigheid terug op de Parijse salon, waar hij er succes mee oogstte. Sinds 1907 maakt het deel uit van de collectie van het Metropolitan Museum of Art in New York.

## Voorstelling
Georges Charpentier (1846-1905) was een literaire uitgever die de belangrijkste Franse schrijvers van de tweede helft van de negentiende eeuw in zijn fonds had, bijvoorbeeld Zola, Flaubert, Huysmans en Maupassant. Samen met zijn echtgenote Marguerite-Louise Lemonnier (1848-1904) nam hij een vooraanstaande plaats in binnen de intellectuele kringen van Parijs. In 1878 vroeg hij Renoir een portret te schilderen van zijn vrouw en hun twee kinderen, Georgettes-Berthe (1872–1945) en Paul-Émile-Charles (1875–1895). Deze laatste, het petekind van Zola, is links naast zijn moeder afgebeeld. De identieke kleding voor jongens en meisjes was in de tijd waarin het schilderij ontstond heel normaal. Mevrouw Charpentier zelf is gekleed in een eenvoudige, maar elegante zwarte japon afkomstig van Worth, de belangrijkste Parijse couturier van dat moment. Het schilderij is gemaakt in Charpentiers huis aan de Rue de Grenelle, waar een boudoir in Japanse stijl was ingericht. Renoir gaf deze versiering, die onder de gegoede burgerij zeer populair was, licht onscherp weer. De luxe en stijl van huize Charpentier en zijn bewoners zijn door Renoir zeer verfijnd geschilderd, waarmee hij zich plaatst in de traditie van kunstenaars als Rubens en Fragonard. Het vormt een voorafschaduwing van zijn breuk met het impressionisme.
Nadat hij aan de eerste drie tentoonstellingen van de impressionisten heeft deelgenomen, geeft Renoir in 1879 de voorkeur aan de officiële salon. Mede door de invloed van mevrouw Charpentier krijgt het werk daar een bijzonder gunstige plaats, zodat het veel aandacht krijgt. Het zal de schilder een aantal nieuwe portretopdrachten opleveren.

## Herkomst
- 1878: Georges Charpentier koopt het schilderij van Renoir. Volgens Théodore Duret was de prijs 1.500 Franse frank.
- 11 april 1907: Na de dood van Georges Charpentier wordt het schilderij te koop aangeboden. Paul Durand-Ruel verwerft het voor het Metropolitan Museum of Art voor 84.000 frank.